# Cuervea isangiensis
Cuervea isangiensis là một loài thực vật có hoa trong họ Dây gối. Loài này được (De Wild.) N.Hallé mô tả khoa học đầu tiên năm 1983.